# Dubplate
Un dubplate è un disco di acetato, di solito ha un diametro di 12, 10 o 7 pollici, usato negli studi di masterizzazione al fine di controllare la qualità ed esaminare le incisioni prima del master finale, poi la registrazione per essere più massiccia viene prodotta sul vinile.
Il "dub" in dubplate è un'allusione alla doppia (duble) stampa del disco, cioè la stampa di 2 versioni, una per ogni faccia, cosa che inizialmente non avveniva. 
Con la stampa del Lato B si iniziò a "raddoppiare" o "duplicare" la versione originale di una canzone, inserendo la versione strumentale sul Lato B, così che i vari DJ pionieri potessero cantarci sopra. 
Tra i pionieri ricordiamo I-Roy, King Stitt, Yelliwman, U-Roy, Dannis Alcapone. 
Il nome dubplate si riferisce anche a specifiche canzoni utilizzato dai Sound System reggae, che solitamente inneggiano il nome del Sound System o del DJ che le suona, canzoni personalizzate e ricantate appositamente dagli autori originali con variazioni di testo più o meno significative. Questi dubplate, più sporadicamente, sono suonati anche da Dj di musica dance e Drum and Bass.
I dubplates  intesi come dischi 33/45 giri, sono spesso utilizzati per testare remix o versioni alternative alla traccia originale e non sempre ad un dubplate corrisponderà un'uscita ufficiale: sono difatti spesso utilizzati per ricerche di mercato per prevedere le possibilità di vendita.
Visto il materiale assai più tenero che viene utilizzato per produrli hanno un costo decisamente inferiore ma, vista la maggiore usura del materiale al contatto con la puntina del giradischi, generalmente hanno una vita assai più limitata rispetto al vinile tradizionale: dopo circa 50 ascolti sono totalmente deteriorati.